# Bratrství a jednota

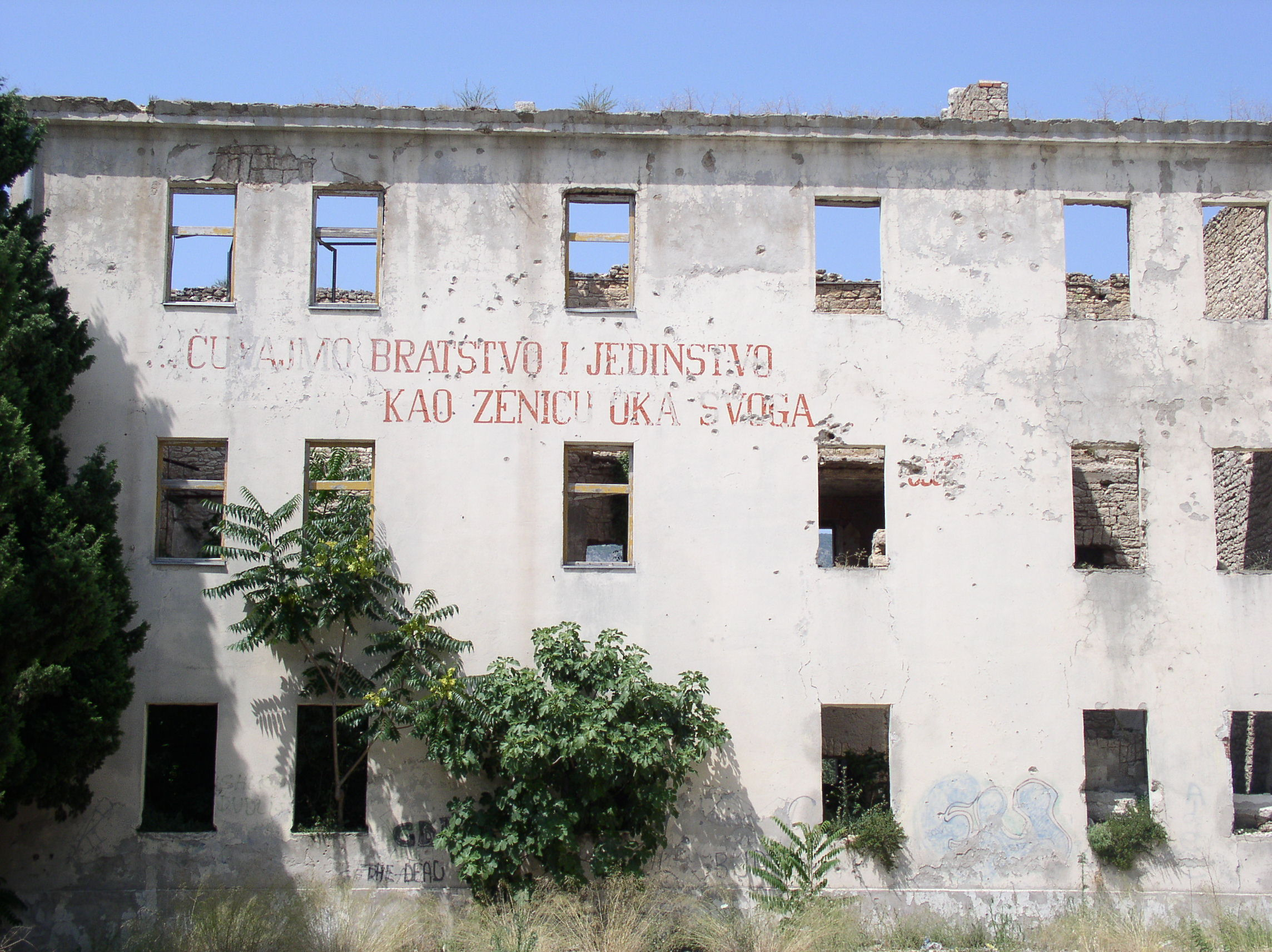
Citát Josipa Broza Tita, který se později stal základem tohoto mezi komunisty populárního hesla na jedné budově v Mostaru.

Bratrství a jednota (srbochorvatsky браство и јединство/bratstvo i jedinstvo, slovinsky bratstvo in enotnost, makedonsky Братство и единство) bylo heslo jugoslávských partyzánů v dobách druhé světové války a jedno z hlavních hesel komunistického režimu socialistické Jugoslávie.
Používáno bylo až do rozpadu společného státu v roce 1991. Mělo vyjadřovat hlavní podstatu jugoslávského státu – tedy bratrství různých národů a na území státu žijících národnostních menšin a jejich jednotu v budování socialismu. Tu představovaly fakticky mnohé celosvazové organizace (včetně např. svazu komunistů), či celospolečenské akce (např. štafeta mládeže etc). Heslo však v podstatě bylo nekomunistické, neboť se objevilo v době, kdy se museli jugoslávští partyzáni, chtíce podporu spojenců nejen z východu (SSSR) ale i západu (Velká Británie) vystupovat především jako síla osvobozenecká, nikoliv revoluční.
Spolu s ním se objevovalo také i heslo zajedništvo, především pak v pozdějších obdobích existence Jugoslávie. Podle tohoto hesla, které bylo de facto povinné pro velkou část politických projevů tehdejších jugoslávských komunistů, jakož i vyjádření oficiální linie (ať už sdělovacích prostředků, nebo komunistické strany) byla také pojmenována celá řada různých podniků, institucí a i klíčová dopravní tepna v zemi – Dálnice Bratrství a jednoty. Kromě toho byl v letech 1961 až 1989 každoročně vypravován i tzv. Vlak bratrství a jednoty.